# Langjøkulen
De Langjøkulen is een gletsjer en ijskoepel op het eiland Edgeøya, dat deel uitmaakt van de Noorse eilandengroep Spitsbergen.

## Geografie
De gletsjer ligt in het noordwestelijk deel van het eiland en ligt daar samen met een groep van drie andere meer geïsoleerde liggende gletsjers. Dat zijn de ten zuiden gelegen gletsjer Kvitisen (waarmee Langjøkulen verbonden is), de ten zuidoosten gelegen Blåisen en de Bergfonna in het oosten.
De gletsjer watert onder andere richting het noordwesten via meerdere dalen af waar het water via gletsjerrivieren uitmondt in de zeestraat Freemansundet.